# Petra De Sutter
Petra De Sutter (ur. 10 czerwca 1963 w Oudenaarde) – belgijska i flamandzka polityk, lekarka oraz wykładowczyni akademicka, senator, posłanka do Parlamentu Europejskiego IX kadencji, w latach 2020–2025 wicepremier i minister w rządzie federalnym.

## Życiorys
W 1987 ukończyła studia medyczne na Uniwersytecie w Gandawie. Doktoryzowała się następnie z nauk biomedycznych, specjalizowała się w zakresie ginekologii i położnictwa. W latach 1991–1992 była pracownikiem naukowym w Chicago. W 1987 podjęła pracę w szpitalu uniwersyteckim w Gandawie, zajmując się m.in. zapłodnieniem pozaustrojowym. W latach 1994–1999 była zastępczynią kierownika kliniki, następnie do 2008 kierownikiem kliniki. Później została dyrektorem departamentu medycyny reprodukcyjnej w szpitalu uniwersyteckim. Jednocześnie w 2000 objęła stanowisko profesora na macierzystej uczelni.
Działaczka ekologicznej flamandzkiej partii Groen. W 2014 została powołana w skład federalnego Senatu. W 2018 bez powodzenia ubiegała się o nominację na główną kandydatkę Europejskiej Partii Zielonych w wyborach europejskich w 2019. W wyborach tych uzyskała mandat posłanki do Parlamentu Europejskiego IX kadencji, w którym była przewodniczącą Komisji Rynku Wewnętrznego i Ochrony Konsumentów.
W październiku 2020 w rządzie federalnym, na czele którego stanął Alexander De Croo, objęła urzędy wicepremiera oraz ministra do spraw służb publicznych i przedsiębiorstw publicznych. W 2024 została wybrana do Izby Reprezentantów. W lutym 2025 zakończyła pełnienie funkcji rządowych.

## Życie prywatne
Petra De Sutter jest osobą transpłciową; gdy miała 40 lat, przeszła tranzycję płciową, w tym operację korekty płci. W 2016 opublikowała książkę biograficzną pt. (Over)leven: Mijn strijd als transvrouw, arts & politica, w której opisała historię swojej tranzycji.